# روکساتیدین استات
روکساتیدین (انگلیسی: Roxatidine) آنتاگونیست رقابتی و اختصاصی گیرنده H2 است. اثر ضدترشحی روکساتیدین استات با واسطه متابولیست اصلی آن، یعنی روکساتیدین صورت می‌گیرد. بررسی‌های فارماکولوژیک نشان داده‌اند که ۱۵۰ میلی گرم روکساتیدین استات می‌تواند به‌طور بهینه‌ای ترشح اسید گاستریک را مهار کند و تجویز یک دوز ۱۵۰ میلی گرمی در هنگام خواب مؤثرتر از تجویز دوز ۷۵ گرمی دو بار در روز است.
روکساتیدین استات دارای اثر آنتی آندروژنی نبوده و آنزیم‌های متابولیزه‌کننده داروها در کبد را تحت تأثیر قرار نمی‌دهد.
این دارو در آفریقای جنوبی با نام تجاری روکسیت به فروش می‌رسد.